# Adolf VII. (Holstein-Kiel)
Adolf VII. (der Milde) (* um 1327; † 26. Januar 1390) war Graf von Holstein-Kiel (um 1359–1390) und Graf von Holstein-Plön (um 1359–1390).

## Leben
Seine Eltern waren  Johann III. der Milde (* ca. 1297; † 27. September 1359) und Katharina († 1327), Tochter des Glogauer Herzogs Heinrich III. und Witwe des Markgrafen Johann V. von Brandenburg (1302–1317). Seine Frau war Anna von Mecklenburg-Schwerin (* 1343; † 1415), die er im Dezember 1362 heiratete.
Adolf VII. regierte überwiegend in Frieden. Den von seinem Vater hinterlassenen Anteil an Holstein vermehrte er durch Erwerb der Haseldorfer Marsch, die ihm 1375 und 1378 vom  Erzbischof zu Bremen pfandweise übertragen wurde, später aber nicht wieder eingelöst wurde und seitdem mit Holstein in Verbindung geblieben war.
Adolf VII. starb am 26. Januar 1390, ohne Söhne zu hinterlassen. Sein Anteil an Holstein mit der Insel Fehmarn wurde vom Grafen Nikolaus von Holstein-Rendsburg und dessen drei Neffen in Besitz genommen. Die Grafen der schauenburgischen Linie machten ebenfalls  Erbansprüche geltend, wurden aber durch eine Geldsumme und den Bezirk Nienland (Neuland, Herrschaft Herzhorn) sowie durch einige Grundstücke an der Elbe abgefunden, so dass sich von da an ganz Holstein mit Ausnahme des schauenburgischen Anteils im Besitze der Rendsburger Linie befand. Zugleich wurde bei dieser Veranlassung zwischen den beiden Linien ein Vertrag über gegenseitiges Erbrecht abgeschlossen. Dieser bestand im Wesentlichen darin, dass nach dem Aussterben einer der beiden Linien deren Anteil mit allen dazu erworbenen Lehen und Besitzungen erblich an die andere Linie fallen und alle Lehen zu gesamter Hand erworben werden sollten.